# South Pass
O South Pass (em português:  Passo Sul) é o nome dado a dois passos de montanha na Cordilheira Wind River, nas Montanhas Rochosas, no estado do Wyoming, Estados Unidos. Ficam sobre a chamada Continental Divide, no sudoeste do condado de Fremont, cerca de 54 km a sul-sudoeste de Lander. O South Pass é o ponto mais baixo entre as Montanhas Rochosas Centrais e as Montanhas Rochosas Meridionais, e é um ponto de passagem natural das Montanhas Rochosas, fazendo parte do Oregon Trail, do California Trail e do Mormon Trail durante o século XIX. A região é de pradaria e tem alguns exemplares de Artemisia tridentata. O rio Sweetwater corre pela vertente oriental.
O passo foi designado, em 15 de outubro de 1966, uma estrutura do Registro Nacional de Lugares Históricos bem como, em 20 de janeiro de 1961, um Marco Histórico Nacional.

## História
A descoberta do passo como ponto natural de cruzamento das Montanhas Rochosas foi um acontecimento muito significativo mas surpreendentemente difícil da conquista do Oeste Americano. Foi desconhecido da Expedição de Lewis e Clark, que seguiu uma rota a  norte pelo rio Missouri, cruzando as Rochosas em locais muito difíceis da cordilheira Bitteroot no Montana. O South Pass, por comparação, só era conhecido exclusivamente pelos ameríndios até 1812, quando Robert Stuart e seis companheiros da Pacific Fur Company (membros da Expedição Astor) cruzaram as Rochosas no regresso de Astoria (Oregon).
Foi um importante ponto de passagem também para o serviço Pony Express.

## Galeria de imagens

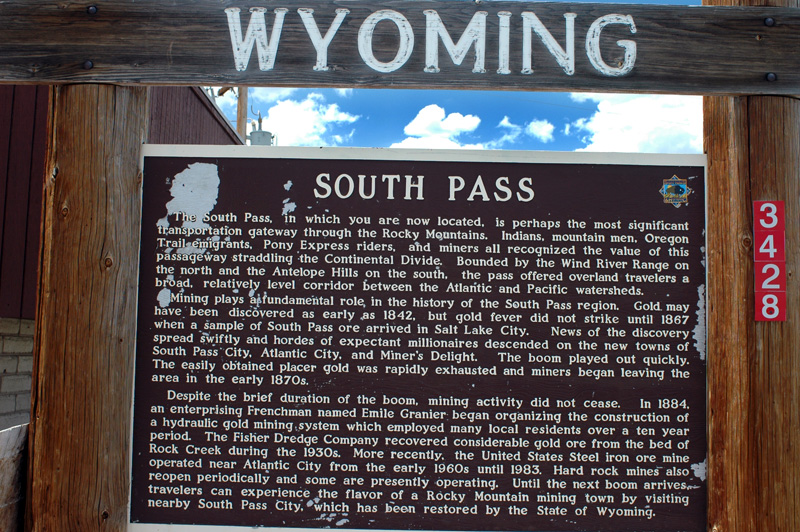
Sinal do South Pass